# Lac de Cerin
Le lac de Cerin, appelé aussi tourbière de Cerin, est un lac du massif du Jura, situé dans le sud du département de l'Ain, en Auvergne-Rhône-Alpes. Ayant la particularité de n'avoir quasiment pas été anthropisé, il fait aujourd'hui l'objet de diverses protections environnementales. La précocité de sa formation par rapport aux autres lacs du massif jurassien fait de lui une référence dans l'étude de la fin de la glaciation de Würm dans le massif, ainsi que dans l'étude de l'évolution climatique et de la végétation dans le Jura méridional.

## Géographie

### Situation
Le lac de Cerin est situé dans le Bas-Bugey, sur le territoire de la commune de Marchamp, entre le hameau de Cerin à 1 km à l'ouest et le village de Innimond à 750 m au nord-est. Situé à 764 m d'altitude, sa longueur est de 70 m pour une largeur de 40 m ; il est entouré d'une tourbière de 600 m de long par 300 m de large. La combe du lac est dominée au sud par la montagne de Tentanet culminant à 1 019 m d'altitude et située à 1,5 km de la tourbière. La combe du lac domine à l'ouest de plus de 200 m la vallée de la Brive et est dominée par la combe de d'Inninmond à l'est de plus de 150 m.

### Géologie

Carte géologique de la région du lac de Cerin

#### Environnement géologique
Le lac de Cerin est situé au fond d'une gouttière synclinale d'orientation générale nord-ouest/sud-est ; il est situé au sud du massif du Jura, dans une région fortement tectonisée, à environ 5 km au nord-est du chevauchement principal du massif jurassien sur les bassins tertiaires occidentaux. Le soubassement du lac est composé de terrains du Tithonien (Jurassique supérieur) et du Valanginien (Crétacé inférieur). On trouve également à l'ouest du lac un relief de plus de 50 m de hauteur principalement composé de dépôts morainiques déposés par le glacier du Rhône, lors du dernier maximum glaciaire (25 000 BP environ).

#### Géologie du complexe lac-tourbière
La tourbière de Cerin est formée par un comblement sédimentaire d'une quinzaine de mètres d'épaisseur composé de sédiments crayeux, tourbeux et argileux. Les sédiments les plus profonds, d'une épaisseur de 5 m, sont composés de rythmites pauvres en matière organique reposant sur la moraine de fond qui correspondraient à la fin du Pléniglaciaire à la suite du retrait du glacier würmien ; loin d'être uniformes, la séquence inférieure de ce niveau sédimentaire est composée de rythmites riches en sable et en cailloutis, tandis que la séquence supérieure est composée de rythmites de plus en plus fines au fur et à mesure que l'on se rapproche de la séquence du Dryas. Ces sédiments furent apportées par les eaux de fonte du glacier ; la rythmicité de ces sédiments montre qu'il y a eu une alternance qualitative et quantitative du flux de ces eaux où la succession des doublets correspond à l'alternance des saisons. Les rythmites totalisent 688 lamines, soit 344 doublets ; l'absence de datation absolue fiable, en raison de la très faible teneur en matière organique, ne permet pas de déterminer avec précision les conditions climatiques exactes et la distance du glacier au lac durant cette période. Cependant, les géologues estiment que ces niveaux de lamines pourraient correspondre à la période où le glacier était encore à proximité du lac ; le passage brusque vers les niveaux du Dryas inférieur tendrait à penser qu'il existerait une lacune sédimentaire entre ces deux niveaux. Le niveau sédimentaire attribué au Dryas ancien est quant à lui composé de sédiments argilo-silteux non rythmés.

### Climat
Le lac de Cerin est soumis à un climat humide et tempéré à tendance froide, avec des précipitations annuelles moyennes d'environ 1 250 mm et une température annuelle moyenne de 9,5 °C.

### Hydrographie
Le bassin versant topographique de l'ensemble lac-tourbière a une superficie d'environ 1 km2 où 33 % de la surface est occupé par des formations karstiques et 66 % est formé par des moraines. La réalisation de coupes des moraines environnantes laisse penser que ces structures jouent le rôle de réservoirs alimentant en eau l'ensemble, en particulier durant les périodes d'étiage. L'écoulement général de l'eau suit un vecteur en direction du sud-est ; dans cette zone de nature karstique, l'eau est évacuée via deux pertes situées à l'extrême sud-est de la tourbière. Cependant, l'importance et la complexité du fonctionnement de cette zone karstique sont telles que les études de cette zone sont extrêmement difficiles. Les eaux du bassin versant de l'ensemble lac-tourbière évacuées via le réseau karstique rejoignent le bassin versant de la zone humide du Poisat, située à 300 m au sud-est de la tourbière ; ces eaux poursuivent leur parcours vers le sud-est et pénètrent dans le bassin versant de la zone humide de Mandolin. Ces trois bassins versants sont inclus dans un même espace de fonctionnalité hydrologique; ils sont situés dans la même gouttière synclinale, mais sont séparés entre eux par les moraines quaternaires.

## Formation

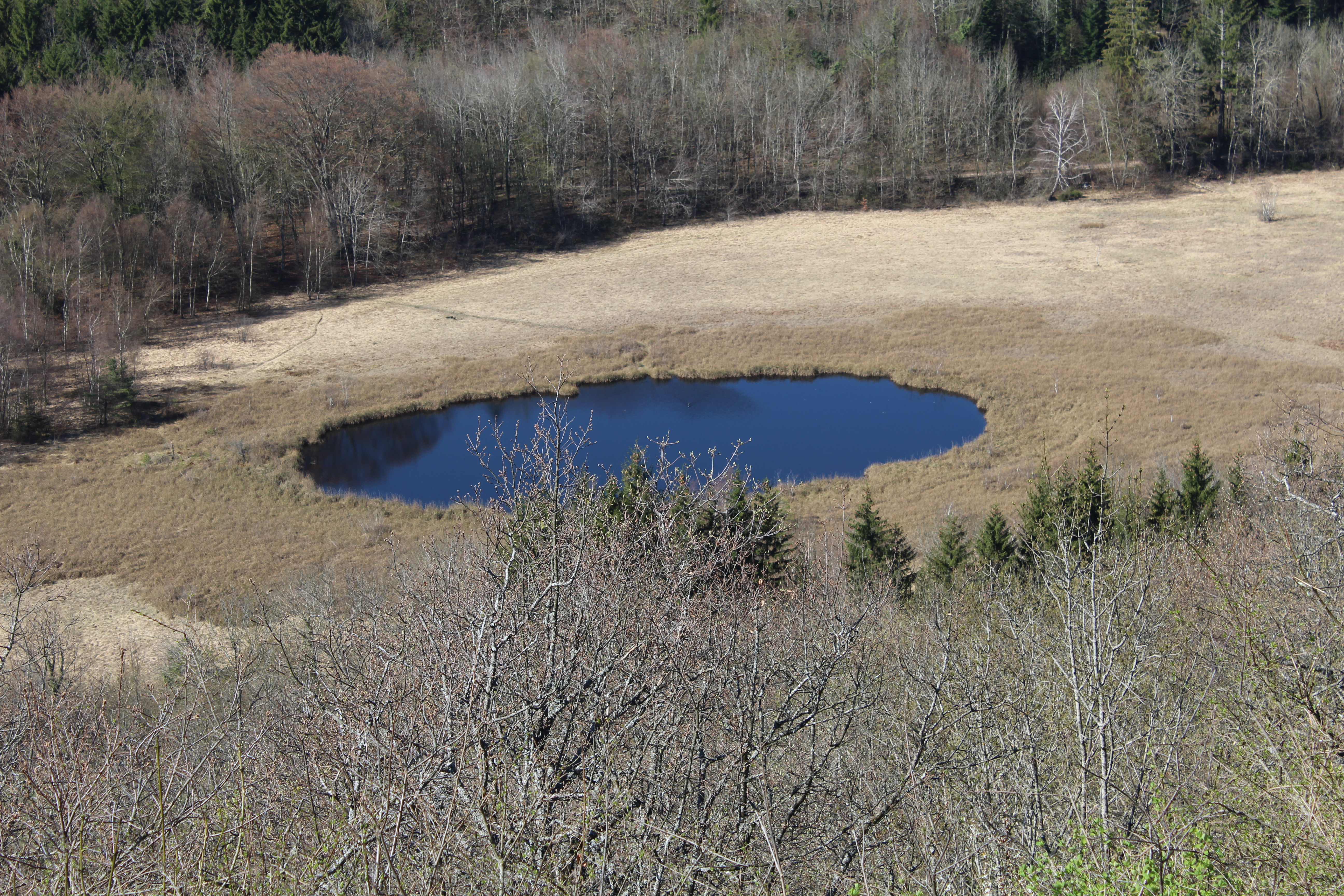
Lac.

Le lac s'est formé à la suite du retrait du glacier alpin durant la fin du Pléniglaciaire récent. La date précise de cet événement n'a pas été déterminée, mais en suivant l'hypothèse que le dernier maximum glaciaire s'est déroulé entre les interstades isotopiques 2 et 3 du sondage GRIP, on peut alors considérer que le lac s'est formé il y a 21 500 BP. À ce moment, le lac avait la superficie de la tourbière actuelle. Au cours du temps, le lac s'est progressivement comblé par la précipitation de la craie lacustre sur ses berges qui est suivie de la formation de dépôt de tourbe, formant peu à peu la tourbière et donnant au lac sa superficie actuelle. Au total, le lac s'est comblé de sédiments argileux, crayeux et lacustres sur une épaisseur d'une quinzaine de mètres. Cette tourbière, de type basicline (nommée aussi « bas-marais-alcalin »), a permis de reconstituer, grâce aux relevés palynologiques, la végétation du Jura méridional depuis le retrait du glacier würmien jusqu'à nos jours. La tourbière appartient en réalité à tout un réseau de zones humides installées dans la gouttière synclinale qui furent isolées entre elles au cours de la deuxième moitié du XXe siècle par le développement des espèces ligneuses, comme le bouleau, qui a fait suite à l'arrêt des activités agricoles dans la région.

## Environnement

### Faune
La faune du lac est composée de poissons et de batraciens. Les populations de poissons sont caractérisées par la présence de carpes, de tanches, de gardons, de poissons-chat et de perches-soleil. Les populations de batraciens fréquentant le lac sont le crapaud commun, le crapaud accoucheur, la grenouille rousse, les grenouilles vertes et le triton palmé ; ces espèces ne sont présentes dans le lac que lors de leur reproduction. L'azuré des mouillères, espèce rare en Rhône-Alpes, est présent dans la tourbière grâce à l'existence simultanée de fourmilières et de la gentiane des marais, permettant ainsi l'accomplissement du cycle biologique du papillon.

### Flore

#### Évolution de la flore du lac depuis sa formation
Les relevés palynologiques dans la tourbière ont permis de reconstituer l'évolution de la végétation dans la région du lac de Cerin depuis la fin du Pléniglaciaire récent. Cette période, qui a suivi le retrait du glacier alpin, est caractérisée par une végétation ouverte avec de nombreux apports allochtones de pollens de Pinus. La période du Dryas ancien (15 000 BP) est caractérisée par un réchauffement du climat qui permet l'installation d'une steppe composée d'armoises. Le début de la période suivante, le Bölling, se caractérise par le développement des genévriers et des argousiers ; toujours durant cette même période, vient rapidement ensuite l'apparition des bouleaux. Pendant l'Alleröd, on retrouve une période où l'on relève la présence de bouleaux, d'argousiers et de Poaceae suivie d'une période de développement des Pinus. Avec le refroidissement climatique du Dryas récent, le taux de Pinus diminue au profit d'espèces steppiques. À partir du Préboréal (vers 10 000 BP) au début de l'Holocène, les Pinus se redéveloppent et atteignent leur apogée qui est suivie par une phase caractérisée par un nouveau développement des Poaceae et des armoises. Au Boréal, apparaissent les chênaies mixtes composées de chênes et d'ormes, constituant les premières forêts caducifoliées. Durant l'Atlantique, s'y ajoutent les Tilia et les frênes ; la fin de cette période est caractérisée par la dominance des Ifs qui fait la transition entre la chênaie mixte et la hêtraie-sapinière qui s'installe vers 6 000 BP et connaît son apogée vers 4 700 BP. C'est durant l'Atlantique qu'apparaissent les premières graines de céréales introduites par l'Homme, signe du début de l'anthropisation de la région durant cette période. La période gallo-romaine est définie par la présence de pollens de noyers et de Humulus. La hêtraie-sapinière disparaît lors des grands déboisements et l'Homme favorise le développement du charme et forme, avec les chênes, la chênaie-charmaie actuelle.

#### Flore actuelle
Le lac de Cerin est situé dans une zone charnière entre les végétations médio-européennes et les végétations sub-méditerranéennes. La flore actuelle du lac de Cerin est composée d'une ceinture de jonc des chaisiers et d'une autre ceinture de nénuphars blancs et jaunes. Les bords du lac sont composés de sphaignes, de marisques et de rynchospore blanc. Le reste du site est principalement composé de bas-marais alcalins alimentés par la nappe phréatique. Certains endroits de la tourbière ont été colonisés par les bouleaux qui forment de petites zones boisées à sphaignes.

### Protection
Le lac de Cerin et sa tourbière sont inclus dans le territoire du site Natura 2000 « Milieux remarquables du Bas Bugey » (code FR8201641). Ils sont également intégrés dans la ZNIEFF de type I « Tourbière de Cerin » (code régional n°01190032), d'une surface de 12,13 ha qui totalise approximativement la superficie totale de l'ensemble lac-tourbière,.